# Abfiltrierbare Stoffe
Abfiltrierbare Stoffe (AFS) sind im Abwasser enthaltene Sink-, Schweb- und Schwimmstoffe und werden durch Filtration abgetrennt. Sie ergeben meist eine sichtbare Trübung. Ihr Gehalt wird in mg/l angegeben.

## Relevanz im Kanalnetz
Die abfiltrierbaren Stoffe sind neben dem CSB einer der maßgeblichen Parameter in der Siedlungsentwässerung. Immer mehr im Fokus der Siedlungswasserwirtschaft, insbesondere in Bezug auf die Regenwasserbehandlung ist der AFS63. Dieser Parameter umfasst die AFS im Bereich zwischen 0,45 μm bis 63 μm (AFS63). Da die sorbierten Schadstoffe, vor allem Schwermetalle und organische Schadstoffe, maßgeblich an dieser Fraktion (AFS63) vorliegen, ist sie besonders bedeutend für die Belastung von Vorflutern. Zielgröße ist ein maximaler flächenspezifischer Stoffaustrag von 280 kg/(ha·a) AFS63 zur Einleitung von Regenwasserabflüssen in Oberflächengewässer.

## Relevanz in der Kläranlage
Ist das Nachklärbecken einer Kläranlage ausreichend dimensioniert und arbeitet die Belebung störungsfrei, so ist mit einem Gehalt von etwa 10 mg/l im Ablauf zu rechnen. Sind oben genannte Bedingungen nicht erfüllt, dann können durchaus 30 bis 50 mg/l überschritten werden. Der Parameter Gesamt-Phosphat im Ablauf einer Kläranlage wird durch diese ungelösten Stoffe mit beeinflusst. Außerdem sind die Abfiltrierbaren Stoffe eine wichtige Kenngröße für die Nitrifikation. Im Zulauf der Biologischen Stufe liegen die Werte bei etwa 200 mg/l.

## Messtechnische Erfassung des Parameters
Aktuell gibt es noch keine DIN zur Bestimmung des Parameters AFS63, sodass laboranalytisch vergleichbar bisher nur der AFS bestimmt werden kann. Der AFS wird nach DIN EN 872:2005-04 bestimmt.
Darüber hinaus gibt es zwei verschiedene Online-Messverfahren zur Bestimmung der Partikelkonzentration im Abwasser/Regenwasser.
Grundsätzlich steht hierzu ein optisches Verfahren (Trübungkorrelation) und ein akustisches Verfahren (Multifrequenz-Ultraschall) zur Verfügung.
Das Verfahren der Trübungskorrelation wird zum Beispiel mit dem soli::lyser der Firma S::can angewendet. Die Korrelation von Trübung und AFS hat jedoch die Einschränkung, dass diese nur für einen festgelegten Korngrößenbereich funktioniert. Ist die Korngrößenverteilung anders, so kommt es zu einer Überschätzung (bei einem kleineren d50) bzw. zu einer Unterschätzung (bei einem größeren d50) der AFS Konzentration. Bei homogenen Korngrößenverteilungen funktioniert das Verfahren jedoch sehr gut.
Ein alternatives Verfahren stellt die Messung mit einem Multifrequenz-Ultraschall dar. Dieses Verfahren wird z. B. von der Firma NIVUS mit dem PKM-Sensor angeboten. Das akustische Verfahren bietet den Vorteil, dass es auch bei heterogenen Korngrößenverteilungen robust messen kann, da die Größen Verteilung durch die Auswertung der frequenzspezifischen Rückstreuung erfasst wird.
Beide Verfahren haben jedoch gemeinsam, dass die Dichte der gemessenen AFS im System vorgeben werden muss. Hierdurch kann eine zusätzliche Messunsicherheit entstehen.

## Korngrößenverteilung von AFS
AFS ist der Leitparameter in der Regenwasserbehandlung. Die Behandlung erfolgt in der Regel durch Sedimentation in Regenklärbecken. Für einen erfolgreichen Sedimentationsprozess sind die Dichte und die Korngröße von entscheidender Bedeutung. Die Korngröße der AFS kann ein breites Spektrum aufzeigen. Dies hat Einfluss auf die mögliche Messtechnik und auf die Wirksamkeit der Behandlung durch Sedimentation.

Korngrößenverteilung der AFS im Abfluss innerhalb eines Regenereignisses